# Jogos do Sudeste Asiático de 1977
Os Jogos do Sudeste Asiático de 1977 foram a décima edição do evento multiesportivo, realizado na cidade de Kuala Lumpur, na Malásia, entre os dias 19 e 26 de novembro.

## Países participantes
Sete países participaram do evento:
- Brunei
- Tailândia
- Myanmar
- Malásia
- Singapura
- Indonésia
- Filipinas

## Modalidades
Foram disputadas dezoito modalidades nesta edição dos Jogos:
| - Atletismo - Badminton - Basquete - Boliche - Boxe - Ciclismo - Esportes aquáticos - Futebol - Hóquei sobre grama | - Judô - Levantamento de peso - Rugby - Sepaktakraw - Tênis - Tênis de mesa - Tiro - Tiro com arco - Vôlei |

## Quadro de medalhas
País sede destacado.
| Ordem | País      | Medalha de ouro | Medalha de prata | Medalha de bronze |     |
| ----- | --------- | --------------- | ---------------- | ----------------- | --- |
| 1     | Indonésia | 62              | 41               | 34                | 137 |
| 2     | Tailândia | 37              | 35               | 33                | 105 |
| 3     | Filipinas | 31              | 30               | 30                | 91  |
| 4     | Myanmar   | 25              | 42               | 43                | 110 |
| 5     | Malásia   | 21              | 17               | 21                | 59  |
| 6     | Singapura | 14              | 21               | 28                | 63  |
| 7     | Brunei    |                 |                  | 3                 | 3   |
| TOTAL | TOTAL     | 190             | 186              | 192               | 568 |